# Hans Rogalla
Hans Rogalla (* 1946 in Karlsruhe; † 1986 ebenda) war ein Maler und Zeichner.
Von 1965 bis 1966 studierte er an der Kunstakademie Karlsruhe bei Georg Meistermann, von 1966 bis 1967 bei Renato Guttuso in Rom und von 1967 bis 1970 bei Joseph Beuys an der Kunstakademie Düsseldorf. In den 1960er- und 1970er-Jahren war er Mitglied der LIDL-Gruppe mit Jörg Immendorff. 1969 gründete er die Gruppe YIUP zusammen mit Peter Angermann, Robert Hartmann, Hans Henin und Hans Heiniger. Über den DAAD erhielt er von 1972 bis 1973 ein Stipendium in Rom. Von 1972 bis 1974 war er Mitglied der DKP.

## Ausstellungen
- 1981: Zeitpunkt Köln; Galleria SPSAS, Locarno
- 1986: Förderkreis zeitgenössischer Kunst Kreis Euskirchen e.V.
- 1987: 88 Wanderausstellung „Brennpunkt Düsseldorf“ in Düsseldorf, Aalborg, Stockholm, Malmö und Barcelona

- 2004: Kunsthalle Düsseldorf, Badischer Kunstverein, Karlsruhe
- 2021: YIUP, Overbeck-Gesellschaft, Kunstverein Lübeck[1]